# ستراديان

تمثيل رسومي لدرجة 1 ستراديان

الستراديان أو ستريديان (بالإنجليزية: steradian)‏ هي وحدة قياس الزاوية الصلبة في نظام الوحدات الدولي. وتستخدم لوصف زاوية ثنائية البعد تدور في الفضاء الثلاثي الأبعاد (فهي تمثل جزء من سطح كرة)، وهي تعميم للراديان في الفضاء الثلاثي الأبعاد.

## وحدة الزاوية الصلبة
يرمز لوحدة الزاوية الصلبة ب sr طبقا لتعريف نظام الوحدات الدولي SI. وsr هي اختصار لكلمة steradian. وتقدر الزاوية الصلبة 1 ستراديان بأنها الزاوية التي تحصر على سطح كرة نصف قطرها 1 متر مساحة مقدارها 1 متر مربع. وعلى ذلك فيبلغ الزاوية الصلبة لسطح كرة بأكملها == 4π m²/m² == 4π sr.

## أمثلة
- إذا كان نصف قطر الكرة 1 متر كانت الزاوية الصلبة للكرة كلها 4π 1²/1²

=4π
- إذا كان نصف قطر الكرة 2 متر كانت الزاوية الصلبة للكرة كلها 4π 2²/2²

=4π
- إذا كان نصف قطر الكرة 5 متر كانت الزاوية الصلبة للكره كلها 4π = 4π 25/25

أي أن الزاوية الصلبة للكرة دائما تساوي 4π، والزاوية الصلبة لنصف الكرة مساوية 2π وتستخدم تلك القيم كثيرا في الفيزياء في حسابات البث الإذاعي، وشدة إضاءة نجم وغيرها، وتعتبر تسهيل كبير للحسابات.